# Allia
Allia è un piccolo fiume, affluente del Tevere, noto per essere stata sede di una battaglia fra i Romani e i Galli Senoni nel 390 a.C. (o 388 a.C.)

## Storia
L'Allia è ricordato perché nei suoi pressi il 18 luglio 390 a.C. (388 a.C.) fu combattuta una battaglia fra Romani e Senoni che si concluse con una sconfitta disastrosa per l'esercito romano.
Il 18 luglio, anniversario della battaglia del fiume Allia, era detto «dies alliensis» ed era considerato un giorno "nefasto" del calendario romano: non era possibile compiere nessuna azione che non fosse strettamente necessaria, né in pubblico né in privato. La tradizione risaliva probabilmente al 389 a.C., anno in cui cinque Tribuni militari incaricati di restaurare le istituzioni dello Stato Romano, dopo il sacco di Roma seguito alla sconfitta militare con i Galli, decisero che il giorno successivo alle idi di luglio dovesse essere considerato nefasto. La stessa proibizione venne estesa in quell'occasione a tutti i giorni dell'anno che seguivano le calende, le idi o le none.

## Localizzazione

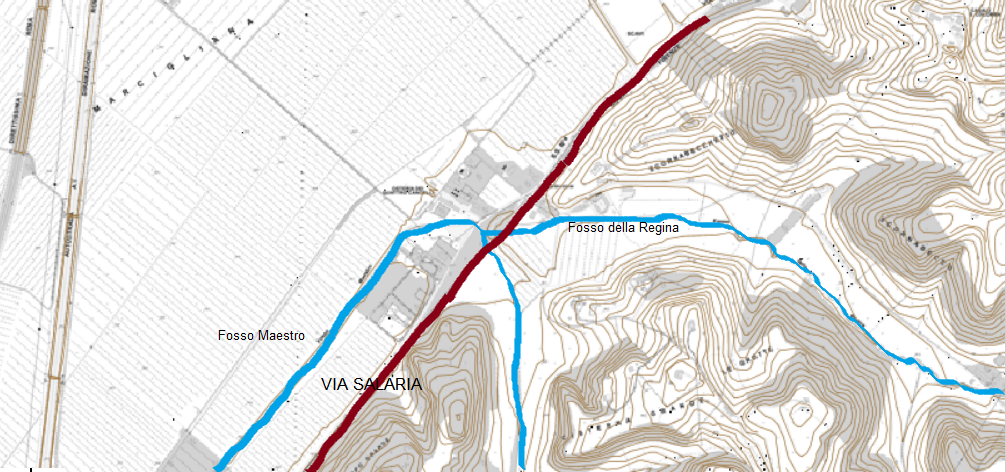
Localizzazione ipotizzata per il fiume Allia.

I resoconti degli antichi storici non permettono tuttavia di identificare con sicurezza il corso d'acqua. Per Tito Livio l'Allia era un affluente di sinistra del Tevere e la battaglia si sarebbe svolta a circa 10 miglia (20 km) da Roma, «là dove il fiume Allia, scendendo dai monti Crustumini in una gola profonda, si getta nel Tevere poco sotto la via Salaria»; per Diodoro Siculo, invece, l'Allia era un affluente di destra.
I moderni ritengono più attendibile, in ciò, Livio. Si ritiene che l'Allia corrisponda al Fosso della Bettina che, dopo aver preso il nome di Fosso Maestro, si getta nel Tevere alla Marcigliana, nel territorio dell'attuale comune di Roma nei pressi del comune di Monterotondo, al km 18 della via Salaria, geograficamente nella Valle del Tevere.
| Mappa del Latium vetus |
| --- |
| Carseoli Nersae Cameria Eretum Feronia Ceri Alsium Caere Orvinium Cures Capena Ferentinum Frusino Anagnia Vitellia Albalonga Laurentum Lavinium Bovillae Aricia Lanuvium Velitrae Signia Artena Tolerium Bolae Pedum Labicum Nomentum Crustumerium Careiae Fregenae Ostia Varia Empulum Tibur Praeneste Gabii Tusculum Fidenae Veii Antemnae Roma Latium adiectum Etruria |